# 拉巴斯城
拉巴斯城（西班牙語：Ciudad de la Paz，意譯為和平市），前称欧亚拉（Oyala），是赤道几内亚一座正在兴建中的城市，计划取代马拉博並成為为未来首都。它位于吉布劳省，邻近蒙戈梅因镇。
这座城市选址于目前的地点是出于便捷的交通和温和的气候的考虑。这座城市的兴建遭到了特奥多罗·奥比昂·恩圭马·姆巴索戈总统的反对派的批评，他们在兴建城市的动议提出后一直施加阻挠的压力。